# Chai Muengsingh
Chai Muengsingh (ชาย เมืองสิงห์), sinh ngày 24 tháng 10 năm 1939, là một ca sĩ, nhạc sĩ người Thái Lan.

## Danh sách đĩa nhạc

### Album gốc
- "Miea Phee Mee Choo" (เมียพี่มีชู้)
- "Malai Dok Rak" (มาลัยดอกรัก)[4]
- "Tam Ruad Krab" (ตำรวจครับ)
- "Tham Boon Ruam Chad" (ทำบุญร่วมชาติ)
- "Pee Pai Lai Wan" (พี่ไปหลายวัน)
- "Phoe Luk Oon" (พ่อลูกอ่อน)
- "Sib Ha Yok Yok" (สิบห้าหยกๆ)
- "Luk Sao Krai Noe" (ลูกสาวใครหนอ)
- "Mae Sue Mae Chak" (แม่สื่อแม่ชัก)
- "Ruea Lom Nai Nong" (เรือล่มในหนอง)
- "Kha Khab Prik" (กาคาบพริก)
- "Yik Kaem Yok" (หยิกแกมหยอก)